# 의학 용어
의학 용어는 의학에서 사용되는 전문 용어다.

## 이름 문제
라틴계 용어(주로 영미권)와 일본을 통해 유입된 한자어를 바탕으로 기초가 구축된 의학용어는, 한글화 주장이 계속되면서 여러 번 개정되고 있다. 다만, 이에 따른 부차적 혼란이, 많은 곳에서 발생하고 있기도 하다. 여러 학회에서 용어를 따로 발표하는 경우도 많아 의학 용어 통일에 어려움이 많다. 임상에서 의사와 간호사들은 개정된 용어보다는 개정되기 이전의 용어를, 그 중에서도 라틴계 용어를 주로 사용한다.
의사국가고시 및 간호사국시에서 사용하는 의학용어는 대한의사협회 의학용어집 제4집을 따른다. 그 대부분은 중고등학교 교과서에서 사용되는 용어와 다르다. 2006년 한국의과대학장협의회에서 정한 의과대학 학습목표에서도 구용어와 신용어를 혼용을 찾아 볼 수 있다.
해부학 용어는 대한해부학회에서 출판하는 해부학용어에 따른다.

## 같이 보기
- 해부학 용어